# Blyšť
Blyšť (polsky Błyszcz, 2155 m n. m.) je hora v Západních Tatrách na slovensko-polské státní hranici. Nachází se v hlavním hřebeni mezi vrcholy Klin (2173 m) na západě a Veľká Kamenistá (2127 m) na východě. S Klinem je spojena rozeklaným hřebenem Liliových kop, který je od Blyšti oddělen Bystrým sedlem (1946 m) a od Klinu Gáborovým sedlem (1938 m). Od Veľké Kamenisté je hora oddělena Pyšným sedlem (1792 m). Blyšť představuje svorník, v němž se z jihu k hlavnímu hřebeni připojuje boční hřeben Bystré (2248 m). Ta však není oddělena žádným sedlem, tudíž Blyšť de facto není vrchol. Na severu spadají až 400 m vysoké srázy do závěru Pyszniańské doliny. Západní svahy spadají do Gáborovy doliny, východní do Kamenisté doliny. Hora je budována žulami a rulami. Roste zde vzácný psineček alpský (Agrostis alpina) a chrpovník nízký (Saussurea pygmea).

## Přístup
- po červené  turistické značce z Bystrého nebo Pyšného sedla

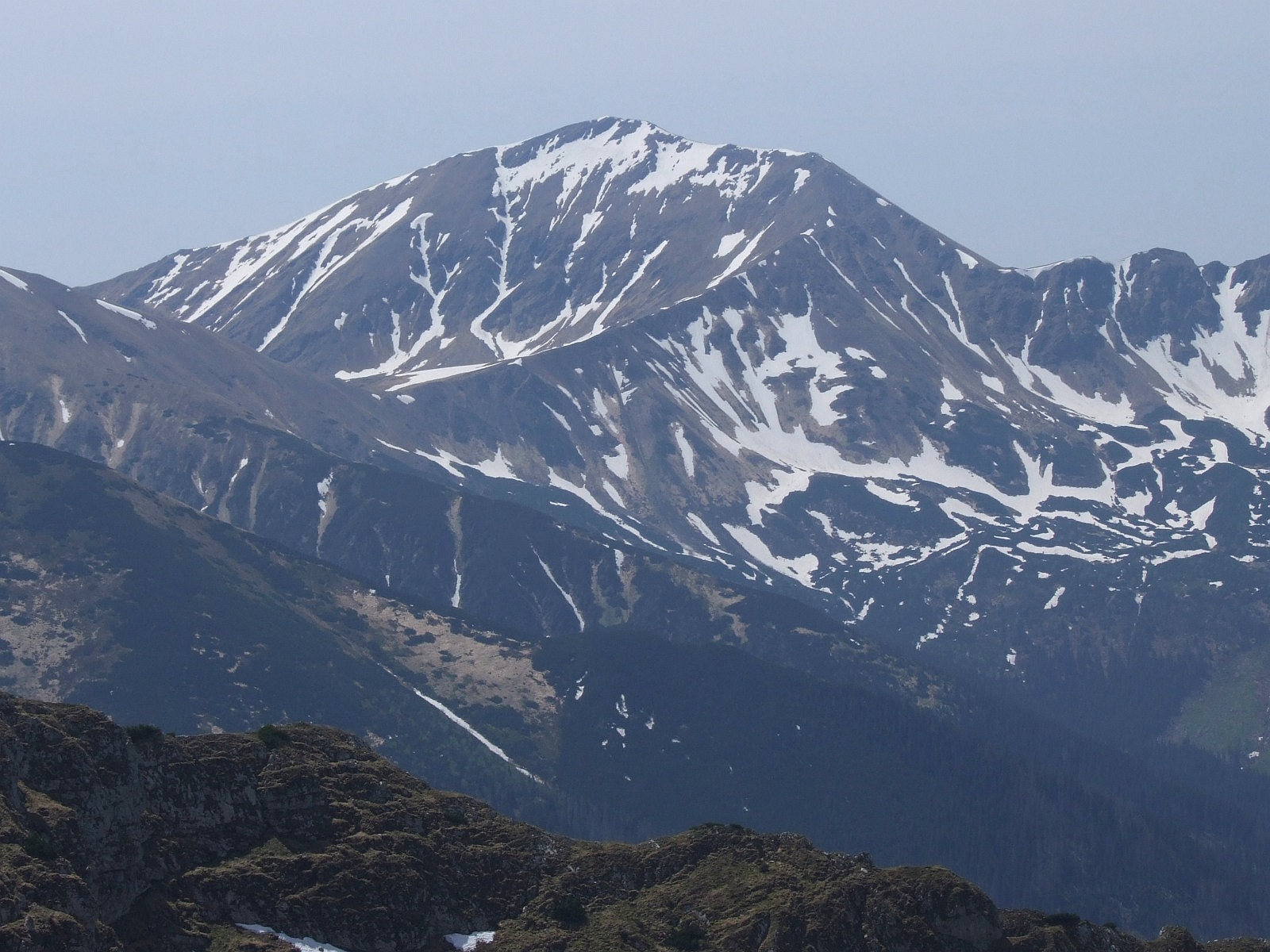
Blyšť z Temniaku